# 龍顯蕙
龍顯蕙（10月9日 - ）為台灣女性配音員。

## 配音作品
- 主要角色名稱以粗體顯示。
- 以下皆為國語配音。

### 台灣動畫
| 播映年份 | 作品名稱 | 配演角色      | 首播平台   | 備註 |
| -------- | -------- | ------------- | ---------- | ---- |
| 2011     | 波帕家族 | 依瑪 小河馬   | 東森幼幼台 |      |
| 2012     | 閰小妹   | 葉老師 糖串串 | 公視       |      |

### 台灣動畫電影
| 播映年份 | 作品名稱         | 配演角色 | 備註 |
| -------- | ---------------- | -------- | ---- |
| 2019     | 重甲機神：神降臨 | 瑪姬     |      |

### 台灣遊戲
| 年份 | 遊戲名稱     | 配演角色 | 備註   |
| ---- | ------------ | -------- | ------ |
| 2003 | 大富翁7      | 糖糖     |        |
| 2006 | 大富翁8      | 萊娜     |        |
| 2011 | 仙劍奇俠傳五 | 草谷     | 台灣版 |

### 台灣戲劇
| 播映年份 | 作品名稱 | 配演角色      | 角色演員    | 配音領班 | 首播平台 | 備註       |
| -------- | -------- | ------------- | ----------- | -------- | -------- | ---------- |
| 1999     | 絕代雙驕 | 鐵萍姑 阿苦娘 | 桑妮 閻青妤 | 呂佩玉   | 台視     |            |
| 2002     | 如來神掌 | 柳明鸞        | 吳佳妮      | -        | 中視     | 台灣配音版 |
| 2002     | 風雲     | 于楚楚        | 陶紅        | 袁光麟   | 中視     |            |

### 中國大陸動畫
- 《戰龍四驅》：藍玲、張進、大傑、霍文、M、韋天龍母
- 《電擊小子》：唐吉、小光母
- 《閃電衝線2》：丁虹

### 中國大陸戲劇
| 播映年份 | 作品名稱   | 配演角色    | 角色演員      | 配音領班 | 首播平台   | 備註                             |
| -------- | ---------- | ----------- | ------------- | -------- | ---------- | -------------------------------- |
| 2000     | 大人物     | 田心 玉兒   | 蔡安蕎 徐路   | 呂佩玉   | 三立都會台 | 台灣配音版，大陸版《絕命鴛鴦》。 |
| 2001     | 三少爺的劍 | 紀情 韓大娘 | 霍思燕        | 袁光麟   |            |                                  |
| 2003     | 刺虎       | 關魚娘      | 何美鈿        | -        |            |                                  |
| 2004     | 皇后進宮   | 仇夢夢 珍珠 | 張佳楠 劉曉曄 | 袁光麟   | 中視       | 台灣配音版                       |

### 日本動畫
| 播映年份 | 作品名稱                       | 配演角色 | 首播平台             | 備註                                                     |
| -------- | ------------------------------ | --- | -------------------- | -------------------------------------------------------- |
| 1996     | 灌籃高手                       | 啦啦隊女生 | 華視                 |                                                          |
| 1996     | 美少女戰士                     | 火野麗／火星仙子 星野光 鱼之眼 | 華視                 | 第三季起，與MOMO親子台版本不同，超視也播映此版本         |
| 1997     | 機動戰艦                       | 御簾丸百合香 | 超視                 |                                                          |
| 1998     | NG騎士檸檬汽水&40              | 牛奶公主 鮮檸汁（牛奶咖啡） 木乃伊婆婆 | 中都卡通台           |                                                          |
| 1998     | VS騎士檸檬汽水&40炎            | PQ 可可 | 中都卡通台           |                                                          |
| 1998     | 秀逗魔導士NEXT                 | 梅菲兒 瑪露琪娜 | 中都卡通台           |                                                          |
| 1998     | B'T X鋼鐵神兵                  | 朱德姆 馬度那 華梨 華蓮 | 中都卡通台           | 與中視版本不同                                           |
| 1999     | 小紅豆                         | 兒玉綠 高柳健 | 華視                 | 與衛視中文台、MOMO親子台版本不同，迪士尼頻道也播映此版本 |
| 2000     | CLAMP學園偵探團                | 伊集院玲 梓夜風砂 | 衛視中文台           |                                                          |
| 2000     | 神奇寶貝                       | 小霞（ep.105-208） 君莎（ep.87-89、103） 喬伊（ep.85、93-98） 亞馬多（ep.87） 科拿 敦美 小茜 衣其（ep.121） 藍賈（幼年）（ep.196） 小梅（ep.184）      | 中視                 | 群英社版本                                               |
| 2000     | 爆球連發–彈珠超人              | 小守（前期） 黑羽兄弟 | 台視                 |                                                          |
| 2000     | 麗佳公主                       | 香山麗佳 | 衛視中文台           | 與華視版本不同                                           |
| 2000     | 十二生肖守護神 爆烈戰士        | 塔露朵 克莉姆 | 衛視中文台           | 與中視版本不同                                           |
| 2001     | 神鵰俠侶                       | 黃蓉 洪凌波 孫婆婆 | 華視                 |                                                          |
| 2001     | 純情房東俏房客                 | 乙姬睦美 紺野美津 | 超視                 | 與中視版本不同                                           |
| 2001     | 超速YOYO                       | 堂本瞬一 | 台視                 |                                                          |
| 2003     | 小公主優希                     | 埃美娜 周昂 | 卡通頻道             |                                                          |
| 2004     | 魔法咪路咪路                   | 南楓 帕比 阿克米 漢吉 二郎 沛達 姆路路 | 卡通頻道             |                                                          |
| 2004     | 元氣五胞胎                     | 森野美美 玲玲 | 迪士尼頻道           |                                                          |
| 2005     | Keroro軍曹                     | 西澤桃華 日向秋 SUMOMO 幽靈少女 拉比 小白貓 Karara 輝夜姬 九條冥 Dororo（幼年）                                                                        | 卡通頻道             |                                                          |
| 2005     | 大耳鼠                         | 春日愛莉 | 東森幼幼台           |                                                          |
| 2005     | 仙境傳說                       | 優法 | 台視                 |                                                          |
| 2006     | 校園迷糊大王                   | 高野晶 邢部絃子 一條可憐 俵屋五月 | 緯來兒童台、卡通頻道 |                                                          |
| 2006     | 交響詩篇                       | 塔荷 希爾妲 梅蒂兒 摩利斯 阿蓮莫蓮 | 衛視中文台           |                                                          |
| 2006     | 少年陰陽師                     | 小怪 藤原彰子 玄武 天后 高靇神 | 八大綜合台 Animax    |                                                          |
| 2007     | 機動新撰組                     | 貓丸 貓又 蘭蘭 山崎小夜子 | 緯來綜合台           |                                                          |
| 2007     | 玻璃假面                       | 北島麻雅 春日泰子 | 衛視中文台           |                                                          |
| 2007     | 忍者亂太郎                     | 摄津之霧丸 大川繁 山村喜三太 喜姆 北石照代 花房牧之介                                                                                                  | 華視                 | 與衛視中文台、超視版本不同，Animax也播映此版本           |
| 2007     | 忍者亂太郎                     | 摄津之霧丸 大川繁 山村喜三太 田村三木衛門 花房牧之介                                                                                                   | 卡通頻道             |                                                          |
| 2008     | 我愛美樂蒂                     | 酷洛米 祖母 芭鍋 夢野鈴 宮前貴子 駒鳥月音 香取惠 高橋遙                                                                                                | 卡通頻道             |                                                          |
| 2008     | 守護甜心                       | 藤咲撫子 星名歌唄/月詠歌唄 藤咲凪彥 三條海里 小蘭 小螢 鈴木誠一郎 日奈森翠 羊田美美子 鳥居美冬 渡會美咲（ep.25後） 璃茉的媽媽 空太 大友繪里子 唯世的祖母 | 卡通頻道             |                                                          |
| 2008     | 動物小町                       | 小沙 小桃 母親 | 卡通頻道             |                                                          |
| 2008     | 藍龍                           | 左拉 布凱 鳳凰 吉羅（幼年） 諾伊 瑪蒂露妲 希爾德嘉（女性人格）                                                                                         | 卡通頻道             |                                                          |
| 2008     | 飛天小女警Z                    | 赤堤栗子 松原翔 羅德 筆怪 聖誕薔薇怪 | 卡通頻道             |                                                          |
| 2008     | 光之美少女Splash Star          | 美翔舞 姆姆 菲莉亞女王 日向沙織 安藤加代 | 東森幼幼台           |                                                          |
| 2009     | 旋風管家                       | 三千院凪 朝風理沙 貴島沙希 霞愛歌 春風千櫻（第二季） 暮里詩音 雛菊&雪路的養母 日比野文 天王州雅典娜 鷺之宮初穗                                         | Animax               |                                                          |
| 2009     | 玩偶遊戲                       | 倉田實紗子 大木剛→佐佐木剛 三屋老師 伊丹牧十郎 阪井真理子 綾乃花丸小路智美 西西爾·哈米爾頓 水口優子 中尾翔太 志津 幸司 黑崎達也                        | MOMO親子台           | 與卡通頻道版本不同                                       |
| 2010     | K-ON！輕音部                   | 山中佐和子 真鍋和 真希 | Animax               |                                                          |
| 2010     | Code Geass 反叛的魯路修        | 塞西露·柯爾米 夏麗·菲奈特 柯內莉亞·利·不列顛尼亞 皇神樂耶 周香凜 瑪莉安娜·維·不列顛尼亞 樞木朱雀（幼年）                                               | Animax               |                                                          |
| 2010     | 風之聖痕                       | 石蕗紅羽 帝雅娜 凱薩琳·麥當奴 拉碧絲 | Animax               |                                                          |
| 2011     | 幸運☆星                        | 泉此方 涼宮春日 | Animax               |                                                          |
| 2011     | 鬍子小雞                       | 媽媽 惠美 猿 | MOMO親子台           |                                                          |
| 2011     | 美少女戰士                     | 火野麗／水手火星 小小兔／水手小月亮 大氣光 火球公主 櫻田春菜 鑽石公主 希蕾妮蒂 美達莉亞 DD少女組I 安 古幡宇奈月 佩茲 黑色淑女 蜜美特 瑟蕾 水手鉛烏鴉   | MOMO親子台           | 與華視版本不同                                           |
| 2011     | 惡魔奶爸                       | 希爾德加露達 大森寧寧 花澤由加 藤崎梓 七海靜 | 台視 Animax          |                                                          |
| 2012     | 魔法禁書目錄                   | 御坂美琴 月詠小萌 | 華娛衛視             |                                                          |
| 2012     | 科學超電磁砲                   | 御坂美琴 | 華娛衛視             |                                                          |
| 2012     | 企鵝找麻煩                     | 松井由美 松浦老師 岡本恰克 | 卡通頻道             |                                                          |
| 2012     | BLACK★ROCK SHOOTER（黑岩射手） | 納野沙耶 | 東森電影             |                                                          |
| 2013     | 旋風管家：雙眼只有你           | 三千院凪 朝風理沙 鷺之宮初穗 索妮亞·夏弗拿茲 | Animax               |                                                          |
| 2013     | 中二病也想談戀愛！             | 小鳥遊六花（第一季） 勇太母親（第一季） | Animax               | 2013-2016共二季                                          |
| 2013     | 刀劍神域                       | 桐谷翠 | 東森電影台           |                                                          |
| 2013     | 罪惡王冠                       | 篠宮綾瀨 草間花音 櫻滿春夏 佑 櫻滿集（幼年） | Animax               |                                                          |
| 2013     | 元氣少女緣結神                 | 鬼切 貓田亞美 沼皇女 鳴神姬 岩姬（磯姬） 海牛2 唐傘小僧1                                                                                               | Animax               | 2013-2015共二季                                          |
| 2014     | 偶像學園                       | 霧矢葵（第二季） 一之瀨楓（第二季） 夢咲提亞拉 風澤空 大空明里                                                                                         | 東森幼幼台           |                                                          |
| 2014     | 噬血狂襲                       | 姬柊雪菜 優絲緹娜·片矢 曉 緋沙乃 | Animax               | 2014-2018 含電視版、OVA系列                              |
| 2016     | LoveLive!                      | 南琴梨/南小鳥 東條希 小泉花陽 | MY KIDS TV 中視      |                                                          |
| 2016     | 三坪房間的侵略者！？           | 虹野由莉佳 卡拉瑪 | Animax               |                                                          |
| 2017     | 少女編號                       | 柴崎萬葉 櫻丘七海 苑生櫻 河原睦美 | Animax               |                                                          |
| 2018     | 刀劍神域外傳Gun Gale Online    | Pitohui／神崎艾莎 冬馬／米蘭·斯德諾娃 塔妮亞／楠莉莎                                                                                                   | 東森電影台           |                                                          |
| 2019     | 少女終末旅行                   | 石井 杏鮑菇 女學生A | Animax               |                                                          |
| 2019     | 庫洛魔法使：透明牌篇           | 可魯貝洛斯（偽態） 李莓鈴 三原千春 大道寺園美 秋月奈久留/露比·月                                                                                       | MOMO親子台           |                                                          |
| 2020     | 暗黑破壞神在身邊。             | 小雪芹（幼年） 澄楚琴子 | Animax               |                                                          |
| 2021     | 忍者亂太郎                     | 摄津之霧丸 大川繁 山村喜三太 田村三木衛門 亂太郎的母親 北石照代 花房牧之介                                                                             | 中華電信MOD          | 第24季起                                                 |
| 2022     | 鬼滅之刃 遊郭篇                | 墮姬（上弦之陸） | 東森電影台           |                                                          |

#### 年份不明暨待確認
- 《小甜甜》：蕾恩修女、伊莎、布蘭妮※DVD版本
- 《悲慘世界 少女珂賽特》：芳婷、加夫羅契、艾潔瑪（幼少期）
- 《美少女戰鬥隊》：美克
- 《小叮噹》：源靜香（宜靜）※錄影帶版本
- 《大運動會》：神崎明（中視）
- 《學園愛麗絲》：日向棗、飛田裕、小螢的媽媽、瀨里奈老師、美咲（MOMO親子台）
- 《快樂小丸日記》：小露、歐歐、鱷魚先生之母（東森幼幼台）
- 《櫻桃小丸子：溫泉之旅》：櫻菫、穗波玉、杉山聪、永泽君男（東森幼幼台）
- 《櫻桃小丸子：动脑大进击》：櫻菫、穗波玉、杉山聪、永泽君男、城崎姬子（東森幼幼台）
- 《麵包超人》：紅精靈、討厭啦公主（東森幼幼台）[4]
- 《光之美少女系列》
  - 《光之美少女》：米波、保倫、美墨理惠、久保田志穗、竹之內吉美、光之女王、多幡奈緒
- 《靈異獵人》：朝比奈睦月、二宮
- 《天才寶貝》：後藤正、藤井一加
- 《妖精狩獵者》：律子
- 《男女蹺蹺板》：芝姬翼
- 《長腿叔叔 (動畫)》：茱蒂·亞伯特※TVBS-G/DVD版本
- 《青澀花園》：御苑生奈奈子
- 《青澀寶貝》：森井夏穗
- 《南海奇皇》：島原海潮
- 《封神演義》：四不像、殷郊、黃貴妃※衛視中文台版本
- 《飛行船的冒險》：珍妮
- 《救難小英雄 (日昇動畫)》：艾利亞斯·炎、艾莉絲·貝嘉姆、速水大地
- 《清秀佳人 (動畫)》：戴安娜·貝瑞
- 《章魚燒小超人》：綠丸、老婆婆
- 《麻辣教師GTO》：上原杏子、小雅、村井太太
- 《奧美蒂》：奧美蒂
- 《新天地無用》：沙沙美、魎呼、神代佐久耶
- 《電腦冒險記》：小凱、阿強、阿龍
- 《夢幻拉拉》：千砂、明明、摩古
- 《夢幻騎士》：小白
- 《辣妹高手》：大烏渚
- 《齊天烈大百科》：可羅、五月（第三季）※衛視中文台版本
- 《暴走小天才》：奈絲
- 《鋼彈X》：蒂華
- 《爆笑突擊隊》：牧黟
- 《爆熱時空》：蜜兒
- 《櫻花大戰》：神崎堇
- 《魔法少女砂沙美》：天野美沙緒、莉莎
- 《魔法寶石》：菖蒲
- 《甜蜜聲優》：恩田赤
- 《舞-乙HiME》 ：夢宮亞里香
- 《結界師》：神田百合奈、雪村時子、春日夜未、花島亞十羅、刃鳥美希、公主、藍緋、加賀見、墨村良守（幼年）
- 《死亡筆記本》：彌海砂、夜神幸子
- 《少年陰陽師》：小怪、藤原彰子、玄武、天后、高靇神
- 《.hack//Roots（駭客//根源）》：塔比
- 《俠盜王》：西奈兒之母（ep.1）、米拉貝兒（ep.3~4）、伊莎拉（ep.8）
- 《東京地底奇兵》：崔西·洛雷克、艾蜜莉雅
- 《爆丸》：丸藏兆治、茱莉、空操美代子、克里斯·馬林
- 《獸王星》：迪絲
- 《棒球大聯盟》：茂野桃子（第三、四季）、早乙女靜香、中村美保、鈴木綾音、清水大河（第三季）
- 《女神候補生》：基娜 ※Animax版本
- 《恐龍王》：雷克斯、羅菈、蜜雪兒
- 《GEAR戰士電童》：草薙北斗
- 《蜜糖邦尼》：蘇菲亞的媽媽、法蘭希絲杜邦、黑兔、花花兔
- 《血色花園》：瑞秋·班寧、潔西卡、艾瑪、露西、凱莉
- 《光速大冒險PIPOPA》：秋川勇太、阿啵、艾可隆、館嚕嚕、宇宙人、記憶靈、雪谷花代
- 《黑騎士》：克羅娜、比萊因
- 《鐵馬少年》：深澤由紀
- 《寶石寵物》：露比、廣尾惠、黛安娜
- 《格鬥美神 武龍（日语：格闘美神 武龍）》：毛蘭
- 《Battle Spirits 少年突破馬神》：眼鏡妹／音無富美子、小京
- 《蒼色騎士》：貝婭特麗絲
- 《元氣媽媽》：鴨原文治、鴨原淑子、旁白
- 《逆轉監督》：永田有里、田沼幸太
- 《天才麻將少女》：原村和、染谷真子、國廣一、加治木由美
- 《信蜂》：希爾貝特·史衛特、肉排、內莉、薩普莉娜·瑪莉、妮綺的姊姊
- 《學生會長是女僕！》：穗香、惠理佳、兵藤葵、加賀靜子、鮎澤美奈子
- 《召喚惡魔》：佐隈鈴子
- 《閃亮雙胞胎》：立花楓慧、美智子老師、伸子、旁白
- 《寶石寵物 閃亮魔法學園》：露比、尼古拉、雪莉布萊特、艾可奈特、檜志保、黛安娜
- 《愛的小婦人物語》：約瑟芬·馬區（喬）、瑪莎·福雷特
- 《BLEACH》：春子※314集客串

### 歐美動畫
| 播映年份 | 作品名稱                                    | 配演角色                                        | 首播平台   | 備註          |
| -------- | ------------------------------------------- | ----------------------------------------------- | ---------- | ------------- |
|          | 頑皮鲨肯尼                                  | 凱特                                            |            |               |
|          | 愛吃鬼巧達                                  | 茼蒿 夢多（幼年）                               | 卡通頻道   |               |
|          | 草莓甜心：草莓樂園                          | 檸檬妹                                          |            |               |
|          | 探險活寶                                    | 腫泡泡公主 小火球（前期） 火焰公主（後期） 皮姊 | 卡通頻道   |               |
|          | 會說話的湯姆和朋友                          | 金傑                                            | YouTube    |               |
|          | 阿甘妙世界                                  | 哇殺米 珮珮 暴莉 大白目 小倩                    | 卡通頻道   |               |
|          | 神臍小捲毛                                  | 超紫晶 橄欖石                                   | 卡通頻道   |               |
|          | 馴龍高手(電視影集)(博克騎士) (比賽直到盡頭) | 海瑟 亞絲翠                                     | 卡通頻道   |               |
| 2004     | 魔法俏佳人                                  | 蕾兒                                            | 卡通頻道   | 第一季~第四季 |
|          | 終極蜘蛛俠                                  | 瑪麗·簡·沃森／MJ                                | 迪士尼頻道 |               |
|          | 獨角貓                                      | 狐狸博士                                        | 卡通頻道   |               |

### 韓國動畫
- 《雙胞胎姐妹花》：世娜、珍珠、曉莉母

### 兒童節目
- 《天線寶寶》：迪西

### 特攝片
- 《侍戰隊真劍者》：花織琴羽、梅盛源太（幼年）、壽司變身器語音
- 《超人力霸王蓋亞 蓋亞再現》：梅麗莎、喬琪・利蘭

### 日劇
- 《HERO》：雨宮舞子
- 《本家之嫁》：山田望美
- 《冷暖人間》：岡倉葉子、小島愛、本間由紀、秋葉滿枝、森山珠子、本間日向子、金田利子、高橋望、野野下美佳、田島聖子
- 《真夏的耶誕》：拓植晶子
- 《這樣不行》：青木小綾、青木五月
- 《螢火蟲之墓》：橫川節子、澤野華（花）

### 韓劇
- 《女人女人》：仁淑、趙母
- 《小氣家族》：吳瑛亞、金琴
- 《他們的擁抱》：姜泳珠
- 《歡樂時光》：伊彩雲、徐倫珠、徐泰志、陳母
- 《妒嫉》：韓英愛
- 《男生女生向前走》：李在恩
- 《奔向陽光》：鄭秀彬、江母
- 《愛情與野望》（2006）：朴善熙、吳恩歡
- 《妻子》：韓敏珠、聖淑
- 《法庭風雲》：銀知
- 《玫瑰與黃豆芽》：洪母、孫母、趙恩秀
- 《青春歲月》：車媛美
- 《若我們愛》：金英希、東暉的母親
- 《真情女人》：慶實
- 《羅曼史》：金彩元、崔母
- 《爆玉米花》：吳水靜、洪智姬
- 《殘酷的愛》：盧承美、金美德
- 《妻子回來了》：閔依賢、金賢珠、朴正淑、尹多茵
- 《天降情緣》：沈惠琳
- 《九尾狐的復仇》：妍怡
- 《訂做一個他》：張福熙
- 《需要浪漫》：姜賢珠[5]
- 《秘密與謊言》：申華慶（Oh!K版本）

### 泰劇
- 《天使之爭》：雅麗

### 阿根廷劇
- 《音樂情人夢》：盧米菈·菲洛

### 日本動畫電影
| 播映年份 | 作品名稱                                  | 配演角色                        | 備註       |
| -------- | ----------------------------------------- | ------------------------------- | ---------- |
| 年份不明 | 幽遊白書 冥界死鬥篇 炎之絆                | 牡丹 幻海                       | DVD版本    |
| 年份不明 | 金田一少年之事件簿：殺戮的深藍            | 金田一二三 那國巫琴 新聞主播    |            |
| 年份不明 | 秀逗魔導士-史上大作戰                     | 莉娜·因巴斯                     |            |
| 年份不明 | 秀逗魔導士劇場版：完全無欠版              | 莉娜·因巴斯                     |            |
| 年份不明 | 秀逗魔導士-完美篇之二(恐怖的未來)         | 莉娜·因巴斯                     |            |
| 年份不明 | 秀逗魔導士-完美篇之三(莉娜的愛美大作戰)   | 莉娜·因巴斯                     |            |
| 年份不明 | 秀逗魔導士-重現江湖版                     | 莉娜·因巴斯                     |            |
| 年份不明 | 秀逗魔導士-豪華絢爛版                     | 莉娜·因巴斯                     |            |
| 2000     | 神奇寶貝劇場版：超夢的逆襲                | 喬伊                            |            |
| 2001     | 神奇寶貝劇場版：夢幻之神奇寶貝 洛奇亞爆誕 | 芙蘆拉                          |            |
| 2001     | 劇場版 犬夜叉 跨越時代的思念              | 日暮籬                          |            |
| 2002     | 神奇寶貝劇場版：結晶塔的帝王              | 小霞 花子                       |            |
| 2002     | 劇場版 犬夜叉 鏡中的夢幻城                | 日暮籬                          |            |
| 2004     | 神奇寶貝劇場版：七夜的許願星 基拉祈       | 黛安                            |            |
| 2007     | 甲蟲王者 邁向偉大的三冠王之路             | 夢野愛                          |            |
| 2007     | 光之美少女Max Heart劇場版                 | 米波 保倫 斯克艾亞 闇之領域魔女 |            |
| 2009     | 塔麻可吉 DOKIDOKI!星球大暴走!?            | 麻每吉                          |            |
| 2010     | 神奇寶貝劇場版：幻影的霸者 索羅亞克       | 索羅亞                          |            |
| 2010     | 光之美少女Max Heart劇場版：鳳凰傳說       | 雪城乃香 美波 高清水莉奈 姆達   |            |
| 2010     | 夏日大作戰                                | 陣內萬理子 陣內祐平             |            |
| 2012     | 烽火後的曙光                              | 香葉子                          |            |
| 2013     | 寶石寵物電影 甜品舞公主                   | 露比 酷洛米                     |            |
| 2015     | 巧虎電影：巧虎與小白鯨的大冒險            | 小花                            |            |
| 2016     | LoveLive! 學園偶像電影                    | 南琴梨/南小鳥 東條希 小泉花陽   |            |
| 2022     | 我的孫悟空                                | 孫悟空／石猴 水蘭的媽媽         | 木棉花版本 |

### 歐美動畫電影
- 《鬼馬小精靈》系列：卡士柏
- 《洋基小英雄》：楊基·歐文
- 《奇妙仙子》：愛麗德莎（亮光仙子）
- 《無敵破壞王》：太妃妲、瑪麗
- 《功夫熊貓3》：悍嬌虎
- 《動物方城市》：邦妮
- 《青春養成記》：萍姨婆

### 海外遊戲
- 《薑餅人王國》：麻辣餅乾